# 陆地測量总局
国民政府军事委员会军令部陆地测量总局，是国民革命军负责军事测量的中央领导机关。

## 历史

### 北洋政府参谋本部陆军测量总局
1912年2月6日，南京臨時政府始設立參謀部主管军令，直屬於中華民國臨時大總統孫文，不屬內閣轄制:21。參謀部由辛亥革命期間獨立各省派員組成，設有總長、次長等官。參謀部職責為：「協助臨時大總統統掌辦中央軍令」。首任參謀總長為黃興，參謀次長為鈕永建。参谋部下设立第一、二、三、四局和陆军测量总局，陆军测量总局担任近畿军事测量、制定全国测量规划与制度、督导各省陆军测量局测量业务，局长黄笃谧，下设三角、地形、制图3科。
1912年4月，陆军测量总局迁至北京。1912年5月13日，北京臨時政府成立後，5月15日设立參謀本部，部址設於北京西安門內路北（法文學堂舊址，早年由清政府購買建軍諮府大樓）。1912年8月15日銓敘局編參謀本部職官表；總長黎元洪（兼），次長陳宦，初設第一至第六局。每局設有局長、高級副官、科長、科員等。迁至北京的陆军测量总局改称参谋本部第六局，局长杨丙，下设副官室及第一、二、三科，局机关设在北京文津街今北京大学第一医院院内。在北京大学第一医院第一住院部院内（即北大妇产儿童医院）有保存完好的近百年前的“北京水准原点旧址”（1915年建立，现为北京市文物保护单位）。京师测地局改为北京陆军测量局，京师测绘学堂改为中央陆军测量学校。1912年9月增制圖局:24-25。民国元年(公元1912年)12月12日公布的《各省陆军测量局编制大纲》规定，各省陆军测量局隶属于参谋本部第六局兼隶本省都督，其职务是进行全省陆地测量，印制兵要地图，掌办地面量丈事务。各省陆军测量局设局长一人，分置三角、地形、制图三课，各设课长一人，由一、二等测量正充任，其下分设数班，各设班长一人，由一、二等测量长充任。附属机构有各省陆军测量学校，培养所需技术人员，设校长一人，由二、三等测量正充任。清末各省陆军测绘局或测绘科一律改组为省陆军测量局：
- 湖北陆军测量局
- 云南陆军测量局
- 广东陆军测量局
- 山东陆军测量局
- 浙江陆军测量局
- 河南陆军测量局
- 广西陆军测量局
- 湖南陆军测量局
- 福建陆军测量局
- 江西陆军测量局
- 贵州陆军测量局
- 四川陆军测量局
- 安徽陆军测量局：设于安庆北门外碟子塘，现安庆市德宽路第二小学。
- 陕西陆军测量局
- 江苏陆军测量局
- 东三省陆军测量局
- 甘肃陆军测量局：1919年成立
- 山西陆军测量局:1921年在山西陆军测量队基础上组建
- 河北测绘处
- 新疆测绘队
- 绥远测绘队

1912年10月30日，臨時大總統袁世凱公布《參謀本部官制》，規定參謀本部直隸於大總統，「統轄本部及全國參謀將校，監督其教育，並管轄陸海軍大學、陸海測量、各國駐紮武官、軍事交通各事宜」。1913年黄慕松任陆军测量总局局长。1914年，参谋本部第六局改称第五局。陆军测量总局（第六局/第五局）成为北洋政府管理全国测绘的国家机构。1927年7月12日，陸軍部與海軍部合併成立軍事部，並把航空署以及不屬於內閣管轄的參謀本部合併歸一:114。參謀本部改為軍事部參謀署。原参谋本部第五局、制图局、北京陆军测量局、中央陆军测量学校合并缩编为陆军测量总局，黄慕松仍任局长。中央陆军测量学校实际停办。

### 南京国民政府参谋本部陆地测量总局
1928年5月，曹谟在浙江省玉环县坎门前台村平台岙咀选址并主持修建坎门验潮所。即“坎门高程”。
1929年8月，以江苏省局为基础，在南京大石桥成立国民政府军事委员会参谋本部陆军测量总局，局长黄慕松，内设5个科。由于承担国防建设及经济建设用图的双重任务，1930年改称参谋本部陆地测量总局。1930年南京国民政府参谋本部陆地测量总局颁布《各省陆地测量局组织大纲》，督令各省恢复和完善地方测量业务。
1931年春，南京国民政府在南京大石桥的国民政府軍事委員会参謀本部陆地測量总局驻地设立中央陆地测量学校（校址后为地质部南京地质学校），国民政府軍事委員会参謀本部陆上測量总局局长黄慕松兼校长。设特科、寻常科，开办三角、地形、航空测量和制图班。至抗战爆发前毕业学生448人。
1931年8月，参谋本部陆地测量总局购置航摄飞机、航摄设备及培训人员，正式建立航测队。这是中国的航空摄影测量之始。航测队主要测制了局部地区1:1万和1:2.5万比例尺的军事要塞图，以及湘黔、成渝一带1:5万比例尺的地形图。还接受经济部门和地方政府的委托，进行航测作业，主要有水利、地政、铁道的航空测量。福建省的漳州至龙岩铁路，所经多为险峻山区，人工测量困难；1933年委托航测队测量该线1:7500比例尺航摄图，内业完成1:5000沿线地形图62幅。1935年航测队用铁道部拨款添购飞机、航摄仪、精密测图仪，组成铁道航测分队。
从1871年日本兵部省设立参谋局至九一八事变爆发，日本参谋本部陆地测量部在对中国兵要地志进行的长达几十年的秘密探查与测量中积累了丰厚的盗绘资源，为日本发动九一八事变提供了大量而又细致的军事情报。
1936年参谋本部陆上测量总局组织架构：
- 局长
- 技正室：技正、顾问、编译
- 总务科：第一至第五股
- 经理科：第一至第三股
- 三角科：第一至第五股、天文观测所
- 地形科：第一至第五股、仪器修造所
- 航测科：第一至第五股、飞机修理所
- 制图科：第一至第五股
- 各测量队及航测第一队、航测第二队（原铁道航摄分队）
- 中央陆地测量学校
- 各省陆地测量局
  - 江苏省局撤销编制，并入总局，其测业也由总局承担。
  - 1931年中原大战，山西陆地测量局因省局人员多离散而缩编为山西陆地测量处。
  - 1928年直隶改称河北后，该省陆军测量局取消了军事属性，改隶省政府建设厅，至1937年撤。[12]
  - 福建陆地测量局：设置副官、秘书二室及三角、地形、制图3个科。副官室由副官、庶务、军需、储存员等人组成。秘书室由秘书、书记、司书等人组成。各科均下设两个股，分理各业务。全局人员有60余人。

1936年2月，黄思基由军事委员会参谋本部测量总局副局长升中将局长。
1936年11月，参谋本部陆地测量总局公布各省陆地测量局组织条例，共九章。第一条规定，各省陆地测量局直隶参谋本部陆地测量总局，并受各省政府指导，办理全省陆地测量及制图业务各事项；第二条规定，各省陆地测量局局长由陆地测量总局选派测量专门人员呈国民政府任命；第三条规定，局长承总局局长之命，督率全局人员办理一切局务；第四条规定，各省局设三角、地形、制图3科等项；等等。
1937年，参谋本部陆地测量总局，由徐州至济南进行一等水准测量时，采用坎门高程。陆地测量总局测设南京到上海的一、二等三角网，设基线两条，其中一条设在松江境内，用四边形二次扩大成三角网的起算边。
1937年抗日战争爆发后，国民政府军事委员会軍令部主管军事测绘及其战时测绘教育。设陆地测量总局直接管理各省陆地测量局和沦陷区各省测量局改称的测量队：
- 河南陆地测量队
- 广东陆地测量队
- 湖北陆地测量队
- 湖南陆地测量队
- 福建陆地测量队
- 四川陆地测量局
- 云南陆地测量局
- 江西陆地测量局
- 广西陆地测量局
- 陕西陆地测量局
- 甘肃陆地测量局

中央陆地测量学校在镇宁时期，教育长曹谟、教务处长夏坚白、教官吴忠性。
1943年3月，军令部陆地测量总局改称军令部第四厅，现存的各省陆地测量局均缩编为陆地测量队。1944年，中美合作航测队成立，重点航测了西南、华南部分地区，制成西南、华南地区1:5万地形图约2000幅。1944年元月，第四战区司令长官部参谋处编印了《越南兵要地志》。

### 国防部测量局
1946年6月，国民政府军事委员会改组为国防部，陆地测量总局改组为国防部测量局，隶属参谋总长。
- 测量局长：晏勋甫、杜心如（1948年6月起）
- 技术室：承办测量学术的研究和法规的编订；编审有关测量业务著作、译作。
- 第一处：承办基本测量、地形测量和航空测量业务的规划、指导和考核。
- 第二处：承办制图业务和测量教育的规划、指导、考核及测量物资的采购、管理、分配事宜。
- 中央陆地测量学校改称国防部测量学校，直属国防部。
- 国防部测量1队：四川省测量局改编。队长陈权少将
- 国防部测量4队：1938年2月湖北陆地测量局奉令入川改为军令部陆地测量总局测量四队。1943年，人员增至90余人，分设三角、地形、制图3科。1946年8月由四川迁回武昌，改编为国防部测量局第四队。
- 国防部测量7队：1949年改编为解放军新疆军区第1测量队，编45人，驻新疆焉耆。
- 国防部测量8队：1949年改编为解放军新疆军区第2测量队，编63人，驻新疆疆迪化。
- 国防部测量10队：1946年春，福建省陆地测量局奉命缩编为“军令部测量第十队”，将原有的三角、地形、制图3个科改为3个课。1946年秋改名为“国防部测量第十队”。
- 国防部测量11队：1944年秋桂柳会战前夕，广西陆地测量局由柳州迁贵阳，在龙州、雷平（今大新）和百色作业的第一、二、三地形测量队未随迁。全局人数减至77人。1945年3月，军令部广西陆地测量局改编为军令部第四厅测量第十一队，队长游培。1946改称国防部测量第十一队，队长胡清源。1949年11月在贵阳被中国人民解放军第五兵团司令部接管，改编为西南军区司令部测绘大队。
- 国防部测量局航空测量第2队
- 国防部测量局第三图站站长陆九畴